# Maison Sumelius
La  maison Sumelius  (finnois : Sumeliuksen talo) est un bâtiment construit en bordure Est de la place centrale dans le quartier de Nalkala à Tampere en Finlande.